# Faunus ater
Faunus ater (denominada, em inglês, black Faunus. ou devil  snail; na tradução para o português, "Faunus negro" ou "caramujo Diabo") é uma espécie de molusco gastrópode marinho litorâneo, distribuído pela região indo-malaia, pertencente à família Pachychilidae (outrora entre os Cerithiidae; Thiaridae; Melanopsidae e Potamididae). Foi classificada por Carolus Linnaeus, em 1758, e nomeada Strombus ater (no gênero Strombus) em sua obra Systema Naturae. É a única espécie não-fóssil pertencente ao gênero Faunus Montfort, 1810.

## Descrição da concha e hábitos
Concha turriforme de coloração castanha, mais ou menos escurecida, com comprimento entre 5 e 7 centímetros, quando desenvolvida; de voltas mais ou menos arredondadas e com superfície lisa e brilhante. Seu lábio externo forma uma aba, entre o canal sifonal e sua junção com a espiral, o que a fez, inicialmente, ser classificada entre os Strombidae por Linnaeus. Interior e columela brancos, com mancha escurecida interna. Protoconcha geralmente danificada, carcomida e de coloração mais clara.

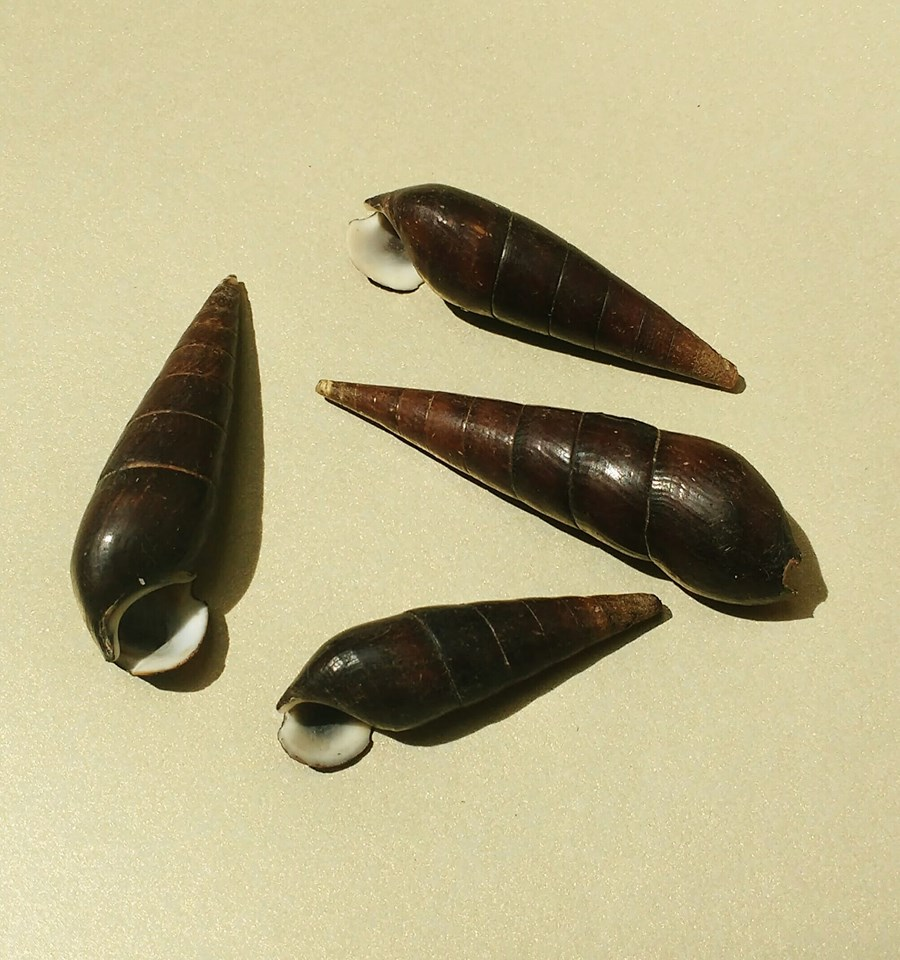
Conchas de quatro espécimes de F. ater (Linnaeus, 1758).

É encontrada em águas rasas da zona entremarés, em ambientes de água doce ou salobra como mangues, lagos litorâneos ou a foz de rios, em estuários, onde chega a ser abundante (com estudo, por Rocktim Ramen Das et al., revelando de 100 a 640 espécimes por metro quadrado).

## Distribuição geográfica e uso
Faunus ater é amplamente distribuído na Índia, Sri Lanka, ilhas Andamão, costa da China, Myanmar, ambos os lados da península Malaia da Indochina, até Cingapura; Indonésia, Filipinas, Nova Guiné, ilhas ocidentais e meridionais do oceano Pacífico até o norte da Austrália. Esta espécie é conhecida por ser consumida como alimento por humanos nas Filipinas e na Tailândia, onde são vendidos em mercados (Houbrick, 1991).

## Bioindicador
Estes gastrópodes estuarinos, coletados em Kelantan, Perak e Johor (Malásia), por Franklin Berandah Edward et al., mostraram concentrações de cádmio (Cd), cobre (Cu), níquel (Ni) e chumbo (Pb) em seus tecidos moles, como ceco digestivo, pé, músculos, e também no seu opérculo e concha. As suas partes dissecadas foram analisados para Cd, Cu, Ni e Pb. Verificou-se que o ceco digestivo e o restante acumularam altas e variáveis concentrações de Cu. Demonstrou-se que sua concha acumula Pb, Ni e Cd. Segundo o estudo, "os presentes resultados sugerem que F. ater poderia ser usado como um potencial biomonitor (ou bioindicador) de contaminação por metais pesados. No entanto, mais estudos ainda são necessários para validar o uso de F. ater como um bom biomonitor da poluição por metais pesados".